# Jonathan Williams (pilot)
Jonathan Williams (n. 26 octombrie 1942, Cairo, Egipt – d. 31 august 2014, Spania) a fost un pilot englez de Formula 1 care a evoluat în Campionatul Mondial în sezonul 1967.